# 瓜地馬拉選舉
瓜地馬拉是一个多党制的民主共和国。国会和总统的选举每四年一次，所有18岁以上的公民拥有选举权，军人没有选举权。国会指命最高法院成员，其任期为四年。
2003年11月9日的大选中全国大联盟的候选人奥斯卡·贝尔赫当选为总统，同时全国大联盟是议会中最强大的党派。参选率为54.5%。
2007年9月9日，总统和国会选举。奥托·佩雷斯·莫利纳和阿尔瓦罗·科洛姆进入总统选举第二轮投票。最後由阿尔瓦罗·科洛姆贏得選舉。2011年，奥托·佩雷斯·莫利纳代表愛國黨再度重返總統選舉，順利在第二輪投票以53.74%的百分比，比過代表LIDER黨的Manuel Baldizón，取得第十三屆瓜地馬拉總統職位。

2015年，從未擔任過公職、曾為電視喜劇演員的莫拉萊斯(Jimmy Morales)，在當地時間10/25的第2輪決選中當選，打敗了前第一夫人托瑞斯（Sandra Torres）。

## 2011年國會大選
| 2011年大選後的國會黨派席位與聯盟分布情形                                                          |           |             |      |
| 政黨                                                                                              | 得票数    | 百分比（%） | 席位 |
| 愛國黨（Partido Patriota, PP）                                                                    | 1,171,337 | 26.62       | 56   |
| 國家希望團結黨（Unidad Nacional de la Esperanza, UNE）與國家大聯盟（Gran Alianza Nacional, GANA） | 993,198   | 22.57       | 48   |
| 國家變革聯盟（Union del Cambio Nacionalista, UCN）                                                | 417,935   | 9.5         | 14   |
| 新民主自由黨（Libertad Democratica Renovada, LIDER）                                              | 390,319   | 8.87        | 14   |
| 承諾革新與秩序黨（Compromiso, Renovacion y Orden, CREO）                                          | 381,652   | 8.67        | 12   |
| 視野價值黨（Vision con Valores, VIVA）與Encuentro por Guatemala（EG）                             | 346,557   | 7.87        | 6    |
| 其它                                                                                              | 699,985   | 15.91       | 8    |

## 2003年國會大選
| 2003年大選後的國會黨派席位與聯盟分布情形                 |         |             |      |
| 政黨                                                     | 得票數  | 百分比（%） | 席位 |
| 新民族聯盟（Alternativa Nueva Nacion, ANN）              | 70,397  | 3.0         | 7    |
| 瓜地馬拉共和陣線（Frente Republicano Guatemalteco, FRG） | 470,554 | 20.3        | 41   |
| 民族進步黨（Partido de Avanzada Nacional, PAN）          | 250,434 | 10.8        | 17   |
| 國家大聯盟（Gran Alianza Nacional, GANA）                | 592,964 | 25.6        | 49   |
| 團結黨（Partido Unionista, PU）                          | 138,713 | 6.0         | 7    |
| 國家希望團結黨（Unidad Nacional de la Esperanza, UNE）   | 426,184 | 18.4        | 30   |
| 其它                                                     | 369,228 | 15.9        | 7    |